# Alia Atkinson
Alia Shanee Atkinson, född 11 december 1988, är en jamaicansk simmare.
Atkinson tävlade i två grenar för Jamaica vid olympiska sommarspelen 2004 i Aten. Hon blev utslagen i försöksheatet på 50 meter frisim och 100 meter bröstsim. Vid olympiska sommarspelen 2008 i Peking blev Atkinson utslagen i försöksheatet på 200 meter bröstsim.
Vid olympiska sommarspelen 2012 i London tävlade Atkinson i tre grenar. Hon slutade på 4:e plats på 100 meter bröstsim samt blev utslagen i försöksheatet på 50 meter frisim och 200 meter bröstsim. Vid olympiska sommarspelen 2016 i Rio de Janeiro slutade Atkinson på 8:e plats på 100 meter bröstsim.